# Autodrom Most
L'Autodrom Most és un circuit de curses de 4,212 km de longitud situat als afores de Most, a la regió d'Ústí nad Labem del nord-oest de la República Txeca. Tot i que l'autòdrom es va construir entre 1978 i 1983, el districte de Most ja era conegut per organitzar curses de motociclisme i automobilisme en circuits temporals força abans.

## Esdeveniments
L'autòdrom de Most es fa servir per a curses d'automòbils, camions i motocicletes, però també per a pràctiques de pilotatge, proves de desenvolupament de models d'automòbils, formació de conductors de camions de bombers, ambulàncies i cotxes de policia, així com formació de conductors en situacions de crisi, etc.
A l'abril del 2021 es va anunciar que el circuit entraria al calendari del Campionat del Món de Superbike amb un contracte de cinc anys. A l'agost es va anunciar que el de Most seria un dels circuits de reserva per a la Copa del Món de Turismes (WTCR) d'aquella temporada i al novembre, que s'inclouria permanentment al calendari de la temporada del 2022. Tanmateix, el 19 de març de 2022 es va anunciar que la ronda de Most d'aquella Copa s'havia cancel·lat a causa de l'estat d'emergència i certs problemes logístics.

## Historial del traçat

Circuit original (1983–2004)
Circuit complet (2005–actualitat)